# 東通ビデオセンター事業部
東通ビデオセンター事業部（とうつうビデオセンターじぎょうぶ）は、東通傘下のポストプロダクションである。主な事業は、テレビ番組のVTR編集・ノンリニア編集・オフライン編集・MAやCGを行う。番組の大半ではTBS系のテレビドラマやバラエティ番組の作品が多い。

## 沿革
- 1974年 - 東通系列会社、『株式会社東通ビデオセンター』として設立。
- 2001年4月1日 - 『株式会社東通ビデオセンター』よりポスプロ部門の営業譲渡を受け、現商号ならびに現在の『東通ビデオセンター事業部』に変更。
- 2020年6月 - 技術・美術・CG関連部門の子会社再編を目的としてTBSアート&テクノロジー[注釈 1]を設立。その後同業務に属する子会社を吸収合併する[2]。
- 2021年4月1日 - 東通など12社とともに、TBSアクトへ吸収合併され解散[3]。東通ビデオセンター事業部が手がけていた業務はTBSアクトプロダクション本部ポスプロセンターが継承した。

## 主な作品

### テレビ番組
（凡例）太字:現在放映中および継続中の特番またはこれからの予定の番組。